# Ulises de la Cruz
Ulises de la Cruz (Piquiucho, 8 februari 1974) is een voormalig Ecuadoraans profvoetballer.

## Clubcarrière
De la Cruz is een verdediger die zijn carrière in 1991 begon bij Deportivo Quito waarna hij voor diverse clubs in Ecuador speelde. In 1999 viel hij op door zijn goede spel bij LDU Quito en vertrok hij naar Cruzeiro EC in Brazilië. Hij verliet deze club echter al gauw om voor Hibernian FC in Schotland te gaan spelen. Na een seizoen in Schotland volgde een transfer naar Aston Villa waar hij van 2002 tot 2006 speelde. Vanaf het seizoen 2006/2007 kwam De la Cruz uit voor Reading FC. In de zomer van 2009 keerde hij terug bij zijn voormalige club LDU Quito.

## Interlandcarrière
De la Cruz speelde zijn eerste interland op 28 mei 1995 tegen Japan. Hij maakte zowel deel uit van de selectie voor het WK voetbal 2002 als voor het WK voetbal 2006 en speelde 101 interlands, waarin hij zesmaal tot scoren kwam.
| Interlands van Ulises Hernán de la Cruz | Interlands van Ulises Hernán de la Cruz | Interlands van Ulises Hernán de la Cruz | Interlands van Ulises Hernán de la Cruz | Interlands van Ulises Hernán de la Cruz | Interlands van Ulises Hernán de la Cruz |
| №                                       | Datum                                   | Wedstrijd                               | Uitslag                                 | Competitie                              | Goals                                   |
| Als speler van Barcelona Sporting Club  | Als speler van Barcelona Sporting Club  | Als speler van Barcelona Sporting Club  | Als speler van Barcelona Sporting Club  | Als speler van Barcelona Sporting Club  | Als speler van Barcelona Sporting Club  |
| --------------------------------------- | --------------------------------------- | --------------------------------------- | --------------------------------------- | --------------------------------------- | --------------------------------------- |
| 1                                       | 28 mei 1995                             | Japan – Ecuador                         | 3 – 0                                   | Kirin Cup                               |                                         |
| 2                                       | 4 juni 1995                             | Ecuador – Zambia                        | 4 – 1                                   | Korea Cup                               |                                         |
| Als speler van LDU Quito                |                                         |                                         |                                         |                                         |                                         |
| 3                                       | 25 maart 1997                           | Guatemala – Ecuador                     | 0 – 0                                   | Oefeninterland                          |                                         |
| 4                                       | 28 mei 1997                             | El Salvador – Ecuador                   | 0 – 2                                   | Oefeninterland                          |                                         |
| 5                                       | 8 juni 1997                             | Ecuador – Chili                         | 1 – 1                                   | WK-kwalificatie                         |                                         |
| 6                                       | 14 juni 1997                            | Paraguay – Ecuador                      | 0 – 2                                   | Copa América                            |                                         |
| 7                                       | 17 juni 1997                            | Ecuador – Chili                         | 2 – 1                                   | Copa América                            |                                         |
| 8                                       | 22 juni 1997                            | Ecuador – Mexico                        | 1 – 1                                   | Copa América                            |                                         |
| 9                                       | 7 augustus 1997                         | Verenigde Staten – Ecuador              | 0 – 1                                   | Oefeninterland                          |                                         |
| 10                                      | 20 augustus 1997                        | Ecuador – Paraguay                      | 2 – 1                                   | WK-kwalificatie                         |                                         |
| 11                                      | 12 oktober 1997                         | Ecuador – Bolivia                       | 1 – 0                                   | WK-kwalificatie                         |                                         |
| 12                                      | 16 november 1997                        | Uruguay – Ecuador                       | 5 – 3                                   | WK-kwalificatie                         |                                         |
| 13                                      | 14 oktober 1998                         | Brazilië – Ecuador                      | 5 – 1                                   | Oefeninterland                          | 67'                                     |
| 14                                      | 28 januari 1999                         | Costa Rica – Ecuador                    | 0 – 0                                   | Oefeninterland                          |                                         |
| 15                                      | 10 februari 1999                        | Peru – Ecuador                          | 1 – 2                                   | Oefeninterland                          |                                         |
| 16                                      | 19 mei 1999                             | Venezuela – Ecuador                     | 2 – 0                                   | Oefeninterland                          |                                         |
| 17                                      | 2 juni 1999                             | Iran – Ecuador                          | 1 – 1                                   | Canada Cup                              |                                         |
| 18                                      | 4 juni 1999                             | Ecuador – Guatemala                     | 3 – 1                                   | Canada Cup                              |                                         |
| 19                                      | 6 juni 1999                             | Canada – Ecuador                        | 1 – 2                                   | Canada Cup                              |                                         |
| 20                                      | 15 juni 1999                            | Venezuela – Ecuador                     | 3 – 2                                   | Oefeninterland                          |                                         |
| 21                                      | 23 juni 1999                            | Chili – Ecuador                         | 0 – 0                                   | Oefeninterland                          |                                         |
| 22                                      | 1 juli 1999                             | Argentinië – Ecuador                    | 3 – 1                                   | Copa América                            |                                         |
| 23                                      | 4 juli 1999                             | Uruguay – Ecuador                       | 2 – 1                                   | Copa América                            |                                         |
| 24                                      | 7 juli 1999                             | Colombia – Ecuador                      | 2 – 1                                   | Copa América                            |                                         |
| 25                                      | 8 maart 2000                            | Ecuador – Honduras                      | 1 – 3                                   | Oefeninterland                          |                                         |
| 26                                      | 29 maart 2000                           | Ecuador – Venezuela                     | 2 – 0                                   | WK-kwalificatie                         |                                         |
| 27                                      | 26 april 2000                           | Brazilië – Ecuador                      | 3 – 2                                   | WK-kwalificatie                         | 76'                                     |
| 28                                      | 3 juni 2000                             | Paraguay – Ecuador                      | 3 – 1                                   | WK-kwalificatie                         |                                         |
| 29                                      | 25 juni 2000                            | Ecuador – Panama                        | 5 – 0                                   | Oefeninterland                          |                                         |
| 30                                      | 29 juni 2000                            | Ecuador – Peru                          | 2 – 1                                   | WK-kwalificatie                         |                                         |
| 31                                      | 19 juli 2000                            | Argentinië – Ecuador                    | 2 – 0                                   | WK-kwalificatie                         |                                         |
| 32                                      | 25 juli 2000                            | Ecuador – Colombia                      | 0 – 0                                   | WK-kwalificatie                         |                                         |
| 33                                      | 16 augustus 2000                        | Ecuador – Bolivia                       | 2 – 0                                   | WK-kwalificatie                         |                                         |
| 34                                      | 3 september 2000                        | Uruguay – Ecuador                       | 4 – 0                                   | WK-kwalificatie                         |                                         |
| 35                                      | 8 oktober 2000                          | Ecuador – Chili                         | 1 – 0                                   | WK-kwalificatie                         |                                         |
| 36                                      | 15 november 2000                        | Venezuela – Ecuador                     | 1 – 2                                   | WK-kwalificatie                         |                                         |
| Als speler van Barcelona Sporting Club  |                                         |                                         |                                         |                                         |                                         |
| 37                                      | 28 maart 2001                           | Ecuador – Brazilië                      | 1 – 0                                   | WK-kwalificatie                         |                                         |
| 38                                      | 24 april 2001                           | Ecuador – Paraguay                      | 2 – 1                                   | WK-kwalificatie                         |                                         |
| 39                                      | 2 juni 2001                             | Peru – Ecuador                          | 1 – 2                                   | WK-kwalificatie                         |                                         |
| 40                                      | 7 juni 2001                             | Verenigde Staten – Ecuador              | 0 – 0                                   | Oefeninterland                          |                                         |
| 41                                      | 11 juli 2001                            | Ecuador – Chili                         | 1 – 4                                   | Copa América                            |                                         |
| 42                                      | 14 juli 2001                            | Colombia – Ecuador                      | 1 – 0                                   | Copa América                            |                                         |
| 43                                      | 17 juli 2001                            | Ecuador – Venezuela                     | 4 – 0                                   | Copa América                            |                                         |
| Als speler van Hibernian                |                                         |                                         |                                         |                                         |                                         |
| 44                                      | 14 augustus 2001                        | Ecuador – Argentinië                    | 0 – 2                                   | WK-kwalificatie                         |                                         |
| 45                                      | 5 september 2001                        | Colombia – Ecuador                      | 0 – 0                                   | WK-kwalificatie                         |                                         |
| 46                                      | 6 oktober 2001                          | Bolivia – Ecuador                       | 1 – 5                                   | WK-kwalificatie                         | 12'                                     |
| 47                                      | 7 november 2001                         | Ecuador – Uruguay                       | 1 – 1                                   | WK-kwalificatie                         |                                         |
| 48                                      | 14 november 2001                        | Chili – Ecuador                         | 0 – 0                                   | WK-kwalificatie                         |                                         |
| 49                                      | 12 februari 2002                        | Turkije – Ecuador                       | 0 – 1                                   | Oefeninterland                          |                                         |
| 50                                      | 27 maart 2002                           | Ecuador – Bulgarije                     | 3 – 0                                   | Oefeninterland                          |                                         |
| 51                                      | 18 april 2002                           | Zuid-Afrika – Ecuador                   | 0 – 0                                   | Oefeninterland                          |                                         |
| 52                                      | 8 mei 2002                              | Ecuador – Joegoslavië                   | 1 – 0                                   | Oefeninterland                          |                                         |
| 53                                      | 23 mei 2002                             | Ecuador – Senegal                       | 0 – 1                                   | Oefeninterland                          |                                         |
| 54                                      | 3 juni 2002                             | Italië – Ecuador                        | 2 – 0                                   | WK-eindronde                            |                                         |
| 55                                      | 9 juni 2002                             | Mexico – Ecuador                        | 2 – 1                                   | WK-eindronde                            |                                         |
| 56                                      | 13 juni 2002                            | Ecuador – Kroatië                       | 1 – 0                                   | WK-eindronde                            |                                         |
| Als speler van Aston Villa              |                                         |                                         |                                         |                                         |                                         |
| 57                                      | 21 november 2002                        | Ecuador – Costa Rica                    | 2 – 2                                   | Oefeninterland                          |                                         |
| 58                                      | 30 april 2003                           | Spanje – Ecuador                        | 4 – 0                                   | Oefeninterland                          |                                         |
| 59                                      | 8 juni 2003                             | Colombia – Ecuador                      | 0 – 0                                   | Oefeninterland                          |                                         |
| 60                                      | 11 juni 2003                            | Ecuador – Peru                          | 2 – 2                                   | Oefeninterland                          |                                         |
| 61                                      | 6 september 2003                        | Ecuador – Venezuela                     | 2 – 0                                   | WK-kwalificatie                         |                                         |
| 62                                      | 10 september 2003                       | Brazilië – Ecuador                      | 1 – 0                                   | WK-kwalificatie                         |                                         |
| 63                                      | 15 november 2003                        | Paraguay – Ecuador                      | 2 – 1                                   | WK-kwalificatie                         |                                         |
| 64                                      | 18 november 2003                        | Ecuador – Peru                          | 0 – 0                                   | WK-kwalificatie                         |                                         |
| 65                                      | 30 maart 2004                           | Argentinië – Ecuador                    | 1 – 0                                   | WK-kwalificatie                         |                                         |
| 66                                      | 2 juni 2004                             | Ecuador – Colombia                      | 2 – 1                                   | WK-kwalificatie                         |                                         |
| 67                                      | 5 juni 2004                             | Ecuador – Bolivia                       | 3 – 2                                   | WK-kwalificatie                         | 39'                                     |
| 68                                      | 7 juli 2004                             | Argentinië – Ecuador                    | 6 – 1                                   | Copa América                            |                                         |
| 69                                      | 10 juli 2004                            | Uruguay – Ecuador                       | 2 – 1                                   | Copa América                            |                                         |
| 70                                      | 13 juli 2004                            | Mexico – Ecuador                        | 2 – 1                                   | Copa América                            |                                         |
| 71                                      | 5 september 2004                        | Uruguay – Ecuador                       | 1 – 0                                   | WK-kwalificatie                         |                                         |
| 72                                      | 10 oktober 2004                         | Ecuador – Chili                         | 2 – 0                                   | WK-kwalificatie                         |                                         |
| 73                                      | 17 november 2004                        | Ecuador – Brazilië                      | 1 – 0                                   | WK-kwalificatie                         |                                         |
| 74                                      | 27 maart 2005                           | Ecuador – Paraguay                      | 5 – 2                                   | WK-kwalificatie                         |                                         |
| 75                                      | 30 maart 2005                           | Peru – Ecuador                          | 2 – 2                                   | WK-kwalificatie                         | 3'                                      |
| 76                                      | 4 juni 2005                             | Ecuador – Argentinië                    | 2 – 0                                   | WK-kwalificatie                         |                                         |
| 77                                      | 8 juni 2005                             | Colombia – Ecuador                      | 3 – 0                                   | WK-kwalificatie                         |                                         |
| 78                                      | 11 juni 2005                            | Ecuador – Italië                        | 1 – 1                                   | Oefeninterland                          |                                         |
| 79                                      | 3 september 2005                        | Bolivia – Ecuador                       | 1 – 2                                   | WK-kwalificatie                         |                                         |
| 80                                      | 8 oktober 2005                          | Ecuador – Uruguay                       | 0 – 0                                   | WK-kwalificatie                         |                                         |
| 81                                      | 11 oktober 2005                         | Chili – Ecuador                         | 0 – 0                                   | WK-kwalificatie                         |                                         |
| 82                                      | 13 november 2005                        | Ecuador – Polen                         | 0 – 3                                   | Oefeninterland                          |                                         |
| 83                                      | 1 maart 2006                            | Nederland – Ecuador                     | 1 – 0                                   | Oefeninterland                          |                                         |
| 84                                      | 28 mei 2006                             | Macedonië – Ecuador                     | 2 – 1                                   | Oefeninterland                          |                                         |
| 85                                      | 9 juni 2006                             | Polen – Ecuador                         | 0 – 2                                   | WK-eindronde                            |                                         |
| 86                                      | 15 juni 2006                            | Ecuador – Costa Rica                    | 3 – 0                                   | WK-eindronde                            |                                         |
| 87                                      | 20 juni 2006                            | Ecuador – Duitsland                     | 0 – 3                                   | WK-eindronde                            |                                         |
| 88                                      | 25 juni 2006                            | Engeland – Ecuador                      | 1 – 0                                   | WK-eindronde                            |                                         |
| Als speler van Reading                  |                                         |                                         |                                         |                                         |                                         |
| 89                                      | 10 oktober 2006                         | Ecuador – Brazilië                      | 1 – 2                                   | Oefeninterland                          |                                         |
| 90                                      | 25 maart 2007                           | Verenigde Staten – Ecuador              | 3 – 1                                   | Oefeninterland                          |                                         |
| 91                                      | 28 maart 2007                           | Mexico – Ecuador                        | 4 – 2                                   | Oefeninterland                          |                                         |
| 92                                      | 3 juni 2007                             | Ecuador – Peru                          | 1 – 2                                   | Oefeninterland                          |                                         |
| 93                                      | 6 juni 2007                             | Ecuador – Peru                          | 2 – 0                                   | Oefeninterland                          | 90+3'                                   |
| 94                                      | 23 juni 2007                            | Colombia – Ecuador                      | 3 – 1                                   | Oefeninterland                          |                                         |
| 95                                      | 27 juni 2007                            | Ecuador – Chili                         | 2 – 3                                   | Copa América                            |                                         |
| 96                                      | 1 juli 2007                             | Ecuador – Mexico                        | 1 – 2                                   | Copa América                            |                                         |
| 97                                      | 13 oktober 2007                         | Ecuador – Venezuela                     | 0 – 1                                   | WK-kwalificatie                         |                                         |
| 98                                      | 17 oktober 2007                         | Brazilië – Ecuador                      | 5 – 0                                   | WK-kwalificatie                         |                                         |
| 99                                      | 15 juni 2008                            | Argentinië – Ecuador                    | 1 – 1                                   | WK-kwalificatie                         |                                         |
| Als speler van LDU Quito                |                                         |                                         |                                         |                                         |                                         |
| 100                                     | 7 mei 2010                              | Ecuador – Mexico                        | 0 – 0                                   | Oefeninterland                          |                                         |
| 101                                     | 16 mei 2010                             | Zuid-Korea – Ecuador                    | 0 – 2                                   | Oefeninterland                          |                                         |

| Interlanddoelpunten van Ulises de la Cruz | Interlanddoelpunten van Ulises de la Cruz | Interlanddoelpunten van Ulises de la Cruz | Interlanddoelpunten van Ulises de la Cruz | Interlanddoelpunten van Ulises de la Cruz | Interlanddoelpunten van Ulises de la Cruz | Interlanddoelpunten van Ulises de la Cruz |
| №                                         | Datum                                     | Plaats                                    | Opponent                                  | Score                                     | Uitslag                                   | Competitie                                |
| ----------------------------------------- | ----------------------------------------- | ----------------------------------------- | ----------------------------------------- | ----------------------------------------- | ----------------------------------------- | ----------------------------------------- |
| 1                                         | 14/10/1998                                | Washington D.C.                           | Brazilië                                  | 2–1                                       | 5–1                                       | Oefenduel                                 |
| 2                                         | 26/04/2000                                | São Paulo                                 | Brazilië                                  | 3–2                                       | 3–2                                       | WK-kwalificatie                           |
| 3                                         | 06/10/2001                                | La Paz                                    | Bolivia                                   | 0–1                                       | 1–5                                       | WK-kwalificatie                           |
| 4                                         | 05/06/2004                                | Quito                                     | Bolivia                                   | 3–0                                       | 3–2                                       | WK-kwalificatie                           |
| 5                                         | 30/03/2005                                | Lima                                      | Peru                                      | 1–1                                       | 2–2                                       | WK-kwalificatie                           |
| 6                                         | 06/06/2007                                | Barcelona                                 | Peru                                      | 2–0                                       | 2–0                                       | Oefenduel                                 |

## Erelijst
LDU Quito
- Campeonato Ecuatoriano

1998, 1999, 2010
- Copa Sudamericana

2009